# Schlotheimia brachyphylla
Schlotheimia brachyphylla är en bladmossart som beskrevs av Ferdinand François Gabriel Renauld och Jules Cardot 1894. Schlotheimia brachyphylla ingår i släktet Schlotheimia och familjen Orthotrichaceae. Inga underarter finns listade i Catalogue of Life.